# Yul Brynner

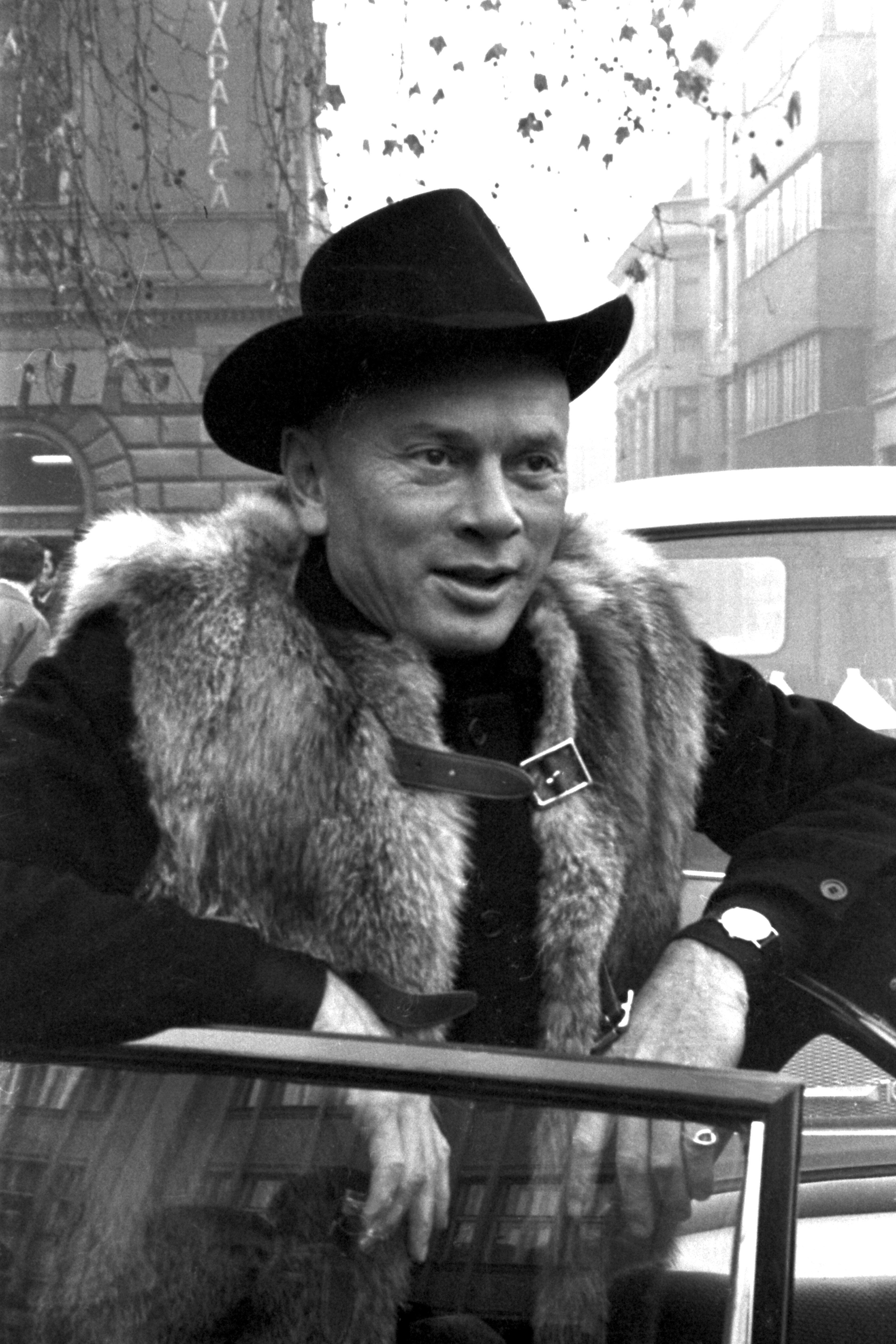
Yul Brynner 1969 in Sarajevo

Yul Brynner (russisch Юл Бринер, eigentlich Juli Borissowitsch Briner; * 11. Juli 1920 in Wladiwostok, Fernöstliche Republik; † 10. Oktober 1985 in New York City, New York) war ein US-amerikanischer Schauspieler russisch-burjatisch-schweizerischer Herkunft. In den 1950er und 1960er Jahren zählte der kahlköpfige Darsteller zu den beliebtesten Hollywood-Stars und war in so erfolgreichen Filmen wie Die zehn Gebote oder Der König und ich zu sehen. Eine seiner bekanntesten Rollen spielte er als Anführer der Glorreichen Sieben in dem gleichnamigen Westernklassiker von 1960.

## Leben und Werk
Yul Brynner wurde als Sohn des schweizerisch-burjatischen Erfinders und Schweizer Konsuls in Russland Boris Juljewitsch Brynner und der russischen Arzttochter Marussia (Maria) Blagowidowa im Haus der Brynners in Wladiwostok geboren. Er hatte das Bürgerrecht der schweizerischen Gemeinde Möriken-Wildegg, Aargau. Wegen seiner burjatischen Wurzeln nannte er sich gelegentlich Taidje Khan. Ein Elternteil hatte, so er selbst, eine Romaherkunft. Er war Ehrenpräsident der International Romani-Union und spielte in den 1970er Jahren eine aktive Rolle bei den Bestrebungen der Roma, sich international zusammenzuschließen und internationale Anerkennung zu finden.
Nachdem der Vater in den 1930er Jahren die Familie verlassen hatte, zog Brynners Mutter mit ihm zunächst nach China, später nach Paris, wo er ein Elite-Internat (Gymnasium Moncelle) besuchte, das er allerdings bald wieder verlassen musste. Brynner schlug sich
in den folgenden Jahren als Zirkusartist, Mitglied eines Orchesters und Sänger durch. Ab 1940 lebte er in den Vereinigten Staaten. Während des Zweiten Weltkriegs arbeitete Brynner aufgrund seiner Französischkenntnisse für das United States Office of War Information beim Rundfunk für das besetzte Frankreich als Ansager und Kommentator.
Für die Titelrolle des Musicals Der König und ich am Broadway, die er fünf Jahre spielte, ließ sich der damals noch unbekannte Darsteller eine Glatze rasieren. Auch in der Verfilmung des Stücks von 1956, für die er einen Oscar und den NBR Award erhielt, trat er ohne Haare auf. Die Glatze wurde danach zu seinem Markenzeichen. Seine erfolgreichsten Rollen erhielt er in den 1950er Jahren: den geheimnisvollen König in Der König und ich, den Pharao Ramses in Die zehn Gebote und König Salomon in Salomon und die Königin von Saba. 1960 folgte der heldenhafte und ebenfalls geheimnisumwobene Chris in dem Kultfilm Die glorreichen Sieben, 1973 und 1976 verkörperte er in Westworld und in der Fortsetzung Futureworld – Das Land von Übermorgen den Revolverhelden (Gunslinger).
Brynner war außerdem in mehreren Fernsehserien als Regisseur tätig: Studio One (1948), Life with Snarky (1950), Sure as Fate (1950) und Danger (1950). Daneben war Brynner ein begeisterter Fotograf, der am Set oft fotografierte. Neben seinen Auftritten in Musicals arbeitete Brynner auch an anderen musikalischen Projekten. Mit Serge Camps spielte er als Gitarrist und Sänger eine Schallplatte mit russischen Volksliedern ein. Seine Stimme ist auch in dem Film Anastasia von 1956 zu hören. 1960 veröffentlichte Brynner sein Buch Bring Forth the Children. 1977 und 1985 – kurz vor seinem Tod – trat Brynner im Theater erneut als König Mongkut in Der König und ich auf, einer Paraderolle, mit der er vom Publikum stark identifiziert wurde.
1985 starb Brynner im Alter von 65 Jahren an Lungenkrebs. Zuvor hatte er sich unter anderem in der Paracelsus-Klinik am Silbersee in Langenhagen behandeln lassen. Kurz vor seinem Tod trat er noch in einem Werbefilm auf, in dem er an das Publikum appellierte, nicht zu rauchen. Der Film wurde erst nach seinem Tod ausgestrahlt. Außerdem rief er die Yul Brynner Foundation, eine Stiftung zur Bekämpfung des Rauchens, ins Leben. Er starb am selben Tag wie sein Kollege Orson Welles. Yul Brynner wurde in Frankreich auf dem russisch-orthodoxen Friedhof von Saint-Michel-de-Bois-Aubry (Gemeinde Luzé, Département Indre-et-Loire) beigesetzt. Die Aargauer Gemeinde Möriken-Wildegg ehrte im Juni 2014 ihren Bürger Yul Brynner, indem sie den neuen Dorfplatz nach ihm benannte.

## Familie
Brynner war viermal verheiratet:
- Virginia Gilmore (6. September 1944 – 26. März 1960, geschieden), Sohn Yul „Rock“ Brynner jr. (1946–2023[11]);
- Doris Kleiner (31. März 1960 – 1967, geschieden), Tochter Victoria Brynner (* 1962);
- Jacqueline de Croisset (23. September 1971 – 1981, geschieden), sie adoptierten zwei Kinder aus Vietnam: Mia Brynner (adoptiert 1974) und Melody Brynner (adoptiert 1975);
- Kathy Lee (4. April 1983 – 10. Oktober 1985, die Ehe endete durch seinen Tod).[6]

Mit der österreichischen Schauspielerin Frances Martin, der Tochter von Jane Tilden und Alexander Steinbrecher, hatte er eine außereheliche Beziehung, aus der seine älteste Tochter Lark (* 1958) hervorging. Zudem soll Brynner in den 1950er Jahren außereheliche Beziehungen mit den Schauspielerinnen Marlene Dietrich und Judy Garland unterhalten haben, die kinderlos blieben.
Brynner ist der Patenonkel der französischen Schauspielerin Charlotte Gainsbourg und der Schriftstellerin Nathalie Rheims.

## Filmografie (Auswahl)
- 1949: Rauschgiftbrigade (Port of New York)
- 1956: Der König und ich (The King and I)
- 1956: Die zehn Gebote (The Ten Commandments)
- 1956: Anastasia (Anastasia)
- 1958: Die Brüder Karamasow (The Brothers Karamazov)
- 1958: König der Freibeuter (The Buccaneer)
- 1959: Die Reise (The Journey)
- 1959: Fluch des Südens (The Sound and the Fury)
- 1959: Salomon und die Königin von Saba (Solomon and Sheba)
- 1960: Noch einmal mit Gefühl (Once More, with Feeling!)
- 1960: Das Testament des Orpheus (Le testament d'Orphée)
- 1960: Ein Geschenk für den Boß (Surprise Package)
- 1960: Die glorreichen Sieben (The Magnificent Seven)
- 1961: Lieben Sie Brahms? (Goodbye Again)
- 1962: Flucht aus Zahrain (Escape from Zahrain)
- 1962: Taras Bulba (Taras Bulba)
- 1963: Könige der Sonne (Kings of the Sun)
- 1964: Wir warten in Ashiya (Flight from Ashiya)
- 1964: Treffpunkt für zwei Pistolen (Invitation to a Gunfighter)
- 1965: Morituri (Morituri)
- 1966: Der Schatten des Giganten (Cast a Giant Shadow)
- 1966: Mohn ist auch eine Blume (The Poppy Is Also a Flower)
- 1966: Die Rückkehr der glorreichen Sieben (Return of the Seven)
- 1966: Spion zwischen zwei Fronten (Triple Cross)
- 1967: Der doppelte Mann (The Double Man)
- 1967: Der Kampf (The Long Duel)
- 1968: Pancho Villa reitet (Villa Rides)
- 1969: Die Spur führt nach Soho (The File of the Golden Goose)
- 1969: Die Schlacht an der Neretva (Bitka na Neretvi)
- 1969: Die Irre von Chaillot (The Madwoman of Chaillot)
- 1969: Magic Christian (The Magic Christian)
- 1970: Adios, Sabata (Indio Black, sai che ti dico: Sei un gran figlio di…)
- 1971: Das Licht am Ende der Welt (The Light at the Edge of the World)
- 1971: Ein Kerl zum Pferdestehlen (Romansa konjokradice)
- 1971: Catlow – Leben ums Verrecken (Catlow)
- 1972: Anna und der König von Siam (Anna and the King), Fernsehserie
- 1972: Auf leisen Sohlen kommt der Tod (Fuzz)
- 1973: Die Schlange (Le serpent)
- 1973: Westworld
- 1975: New York antwortet nicht mehr (The Ultimate Warrior)
- 1976: Futureworld – Das Land von Übermorgen (Futureworld)
- 1976: Höllenhunde bellen zum Gebet (Con la rabbia agli occhi)

## Auszeichnungen
- 1952 Tony Award bester Darsteller für die Rolle des Königs in The King and I
- 1956: Oscar als bester Hauptdarsteller für The King and I
- 1956: National Board of Review Award als bester Hauptdarsteller für The King and I, Anastasia und The Ten Commandments
- 1956: Nominierung für den Golden Globe Award als bester Hauptdarsteller in einer Komödie oder einem Musical für The King and I
- 1956: Nominierung für den New York Film Critics Circle Award als bester Hauptdarsteller für The King and I
- 1960: Laurel Award für Top Action Performance (Die glorreichen Sieben)
- 1985: Spezial-Tony Award für seine 4.625 Aufführung von The King and I
- Stern auf dem Hollywood Walk of Fame bei 6162 Hollywood Blvd.

## Diskografie (Auszug)
- 1956: The King And I (Soundtrack – Yul singt 2 Lieder)
- 1967: The Gypsy And I – Yul Brynner singt Gypsy Songs (mit Aliocha Dimitrievich)
- 2001: The Gypsy And I / Vera Brynner – Russian Gypsy Folk Songs